# Guinan

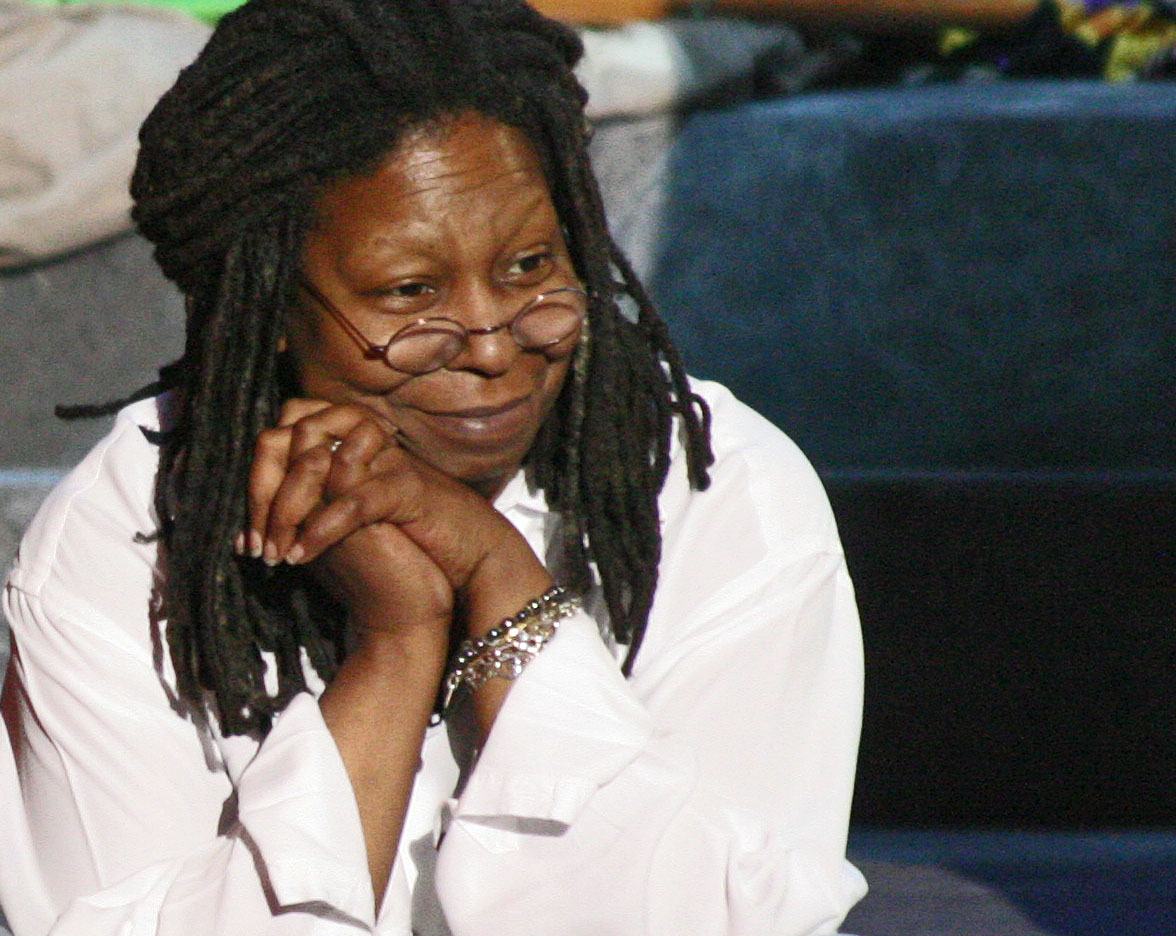
Whoopi Goldberg speelde Guinan.

Guinan is een personage uit de sciencefictiontelevisieserie Star Trek: The Next Generation, Star Trek: Picard en de Star Trek speelfilms Star Trek: Generations en Star Trek: Nemesis. Guinan werd gespeeld door Whoopi Goldberg.
Guinan werd geboren op de planeet El-Auria. Toen de Borg het El-Auria stelsel binnenvielen, moesten de bewoners, die ook wel de luisteraars werden genoemd, hun thuisplaneet ontvluchten. Guinan was op dat moment niet op El-Auria. Tegenwoordig zijn er nog maar weinig El-Aurianen, die door de hele Melkweg verspreid leven. Guinan is meer dan 500 jaar oud.

## Geschiedenis
In 1893 leefde Guinan op Aarde in San Francisco, waar ze zich verstopte voor haar vader (Star Trek: The Next Generation seizoen 5 episode 26 "Time's Arrow"). Hier leerde ze Data kennen en maakte later ook kennis met de andere bemanningsleden van de USS Enterprise NCC-1701D.
In 2293 zat Guinan samen met andere El-Aurianen op het transportschip Lakul, dat in aanraking kwam met de Nexus, een temporeel energielint. Zevenenveertig opvarenden werden gered door de USS Enterprise NCC-1701B, een schip dat een testvlucht maakte. Eregast aan boord van dit schip was de inmiddels gepensioneerde kapitein James T. Kirk.
Guinan kwam in 2365 aan boord van de Enterprise-D, op verzoek van kapitein Jean-Luc Picard, met wie ze al heel lang bevriend was. Ze werd de gastvrouw/bardame van Ten Forward, het café-restaurant en de sociale ontmoetingsruimte van het ruimteschip. Guinan fungeerde op de Enterprise-D voor veel mensen als vertrouwenspersoon.